# Anarchisme de marché

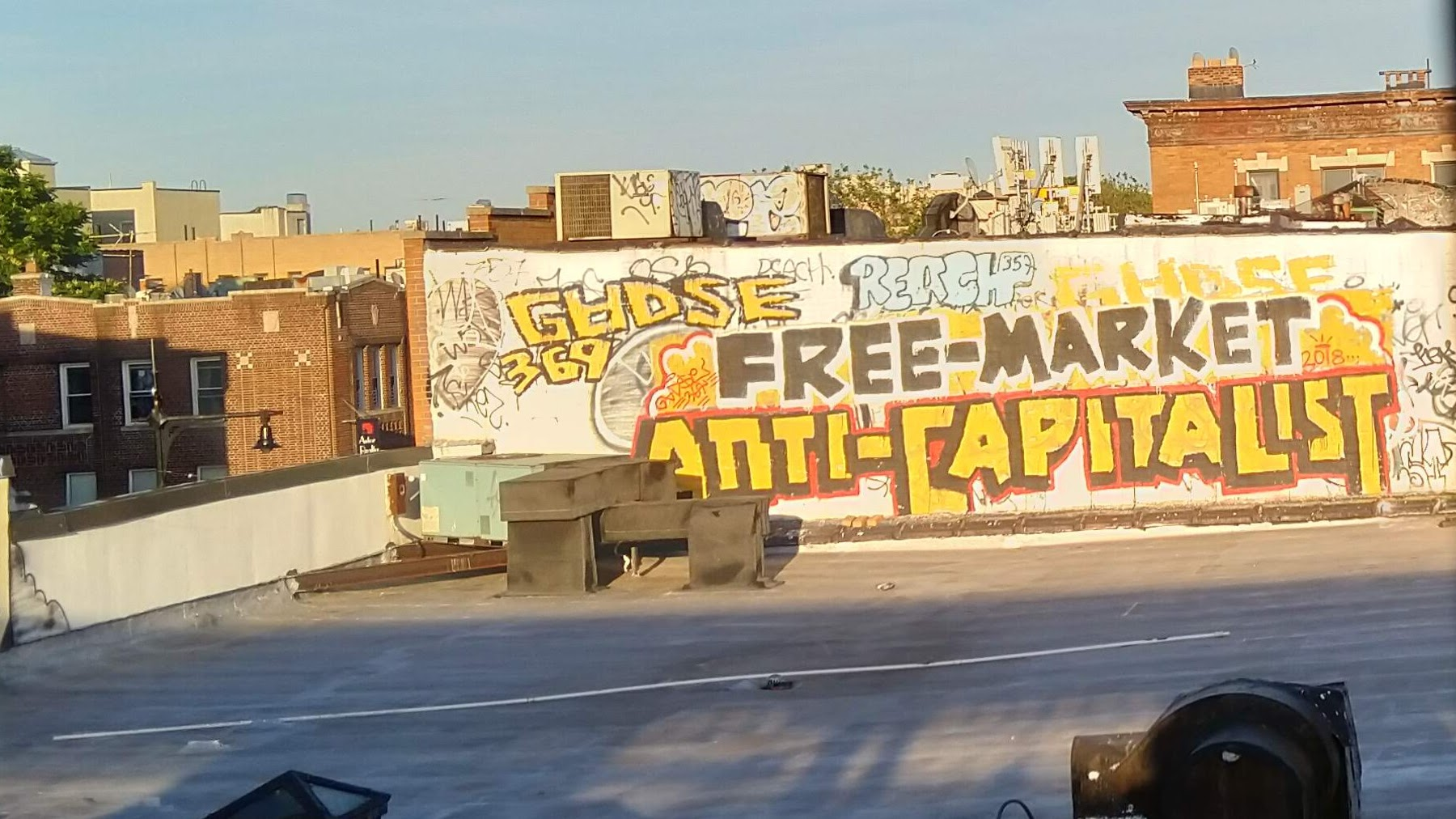
Fresque anticapitaliste et pro-marché libre dans le Queens.

L'anarchisme de marché est un courant de l'anarchisme qui prône un système économique de marché libre basé sur des interactions volontaires sans l'implication de l'État; une forme d'anarchisme individualiste  et de socialisme libertaire.
L'agorisme de Samuel Edward Konkin III est un courant de l'anarchisme de marché qui a été associé au libertarianisme de gauche. L'anarcho-capitalisme a également été désigné comme faisant partie de l'anarchisme de marché libre,,, mais en raison de définitions contradictoires des termes «marchés» et «capitalisme» dont les supporteurs de cette idéologie font une distinction au point que les anarchistes de marché se considèrent comme étant des anticapitalistes de marché libre.

## Théorie

Emblème de l'anarchisme de marché.

Kevin Carson dans son livre «Studies in Mutualist Political Economy» a contribué à la croissance et à la popularité de l'anarchisme de marché de type mutuellisme en articulant une version de la théorie de la valeur travail des Marxistes intégré à l'école autrichienne d'économie, créant ainsi une synthèse des deux idéologies. D’autres libertariens de gauche orientés vers le marché ont refusé d’adopter des vues mutualistes sur la propriété mais partagent l’opposition mutualiste aux hiérarchies d’entreprise et à la concentration des richesses entre les mains des plus puissants.
Gary Chartier a rejoint Kevin Carson, Charles W. Johnson et d'autres personnes disant qu'en raison de son héritage, de ces objectifs et de ces bienfaits émancipateurs qu'amènent le radicalisme qu'est l'anarchisme de marché, ce dernier devrait être considéré par ses partisans et par d'autres acteurs en-dehors du mouvement, comme faisant partie de la tradition socialiste et que les anarchistes de marché peuvent et doivent se qualifier de socialistes selon eux.